# Nevoy
Nevoy é uma comuna francesa na região administrativa do Centro, no departamento Loiret. Estende-se por uma área de 30,52 km². Em 2010 a comuna tinha 1 189 habitantes (densidade: 39 hab./km²).